# Сантьяго (аеропорт, Чилі)
Міжнародний аеропорт Артуро Меріно Бенітес (ісп. Aeropuerto Internacional Arturo Merino Benítez) (IATA: SCL, ICAO: SCEL), також відомий як міжнародний аеропорт Сантьяго та аеропорт Нуево Пудауель, розташований у комуні Пудауель, на північний захід від центру Сантьяго, є найбільшим авіаційним об’єктом Чилі та найбільш завантаженим міжнародним аеропортом.
Аеропорт пропонує внутрішні та міжнародні рейси до Європи, Океанії, Африки (лише вантажні), Азії та Америки. У 2011 році він був дев'ятим за завантаженістю аеропортом у Латинській Америці та шостим за завантаженістю в Південній Америці за пасажиропотоком. Це був сьомий за завантаженістю аеропорт у Латинській Америці за рухом літаків, обслуговуючи 124 799 операцій.  Його розташування в найбільш густонаселеному районі Чилі, а також у центральній частині країни робить його ідеальним головним вузлом і центром технічного обслуговування для більшості місцевих авіакомпаній, таких як LATAM і Sky Airline. На LATAM Airlines припадає приблизно 82% від загального обсягу комерційних операцій аеропорту. 
Аеропорт належить чилійському уряду, і з жовтня 2015 року ним керує Nuevo Pudahuel, консорціум компаній, утворений Aéroports de Paris (Франція), Vinci (Франція) та Astaldi (Італія). Керування повітряним рухом здійснює Генеральний директорат цивільної авіації. Його категорія ICAO – 4F. Аеропорт функціонує як об'єднаний цивільно-військовий об'єкт. Це штаб-квартира 2-ї авіаційної бригади ВПС Чилі та базування її 10-ї авіаційної групи.
Сантьяго Інтернешнл є найдовшим безпосадковим пунктом призначення для більшості європейських перевізників, включаючи Iberia, Air France і British Airways з їхніх відповідних хабів у мадридському аеропорті Барахас, Париж — Шарль де Голль і Лондон-Гітроу. Крім того, LATAM літає до Франкфурта. Аеропорт також є головними воротами Латинської Америки в Океанію, з регулярними рейсами до Сіднея, Мельбурна, Окленда та острова Пасхи.

## Пасажирські термінали

### Термінал 1— внутрішні рейси

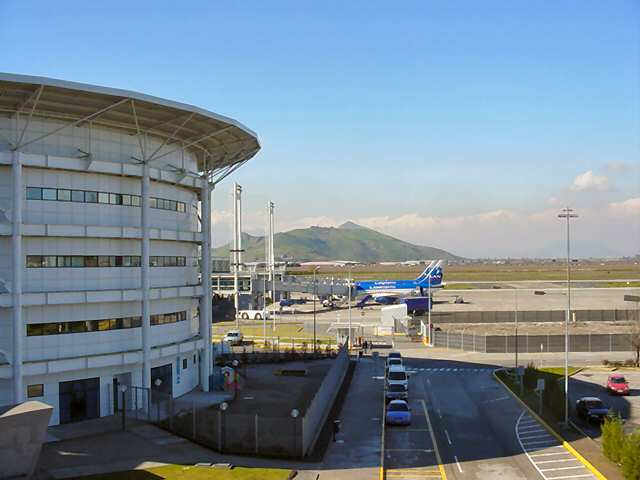
Вид на внутрішній термінал

Будівля терміналу, спочатку побудована для внутрішніх і міжнародних операцій до 2021 року, має чотири рівні:
- Перший поверх: прибуття, магазин безмитної торгівлі, видача багажу, транспортні послуги, паркінг, доступ до готелю.
- Перший поверх: адміністративні приміщення, VIP-зали (вхід через другий поверх).
- Другий поверх: зал відправлення, реєстрації та здачі багажу, магазини, ресторани, вихід на посадку.
- Третій поверх: ресторани та VIP-зони реєстрації (LATAM).

Термінал 1 містить офіс банку, Чилійський автомобільний клуб, телекомунікаційні компанії (Claro, Movistar і Entel PCS), аптеку, туристичні агентства, офіси авіакомпаній, страхові офіси та поліцейську станцію (Carabineros de Chile).

### Термінал 2— міжнародні рейси
Новий міжнародний термінал займає понад 200 тисяч квадратних метрів. Він передбачав інвестиції в розмірі 900 мільйонів доларів США. Будівництво почалося в серпні 2016 року і завершилося в березні 2021 року, збільшивши загальну пропускну здатність аеропорту з 16 до 30 мільйонів пасажирів на рік. Ядро нового терміналу складається з центрального процесора (T2M), де пасажири виконують процедури прибуття та вильоту, а також чотирьох пірсів, де розташовані зали вильоту.

#### Пірс C
Пірс C — це споруда, яка має 10 посадкових містків, площею понад 23 700 квадратних метрів корисної площі та 27 600 квадратних метрів забудованої території. Він відкрив свої двері в грудні 2018 року. Його внутрішній дизайн і зелений колір навіяні островом Пасхи (Рапа-Нуї). На причалі розміщено понад 1900 квадратних метрів торгових площ, з яких 250 квадратних метрів відведено під зони Duty Free. У структурі також є зони допомоги PRM.

#### Пірс D
Пірс D має 10 завантажувальних мостів площею понад 22 000 квадратних метрів і відчинився в липні 2021 року. Пасажири можуть дістатися до пірсу D безпосередньо з «Головного блоку» (T2M), і це місце для внутрішніх і міжнародних рейсів. Також у будівлі розташовані комерційні та гастрономічні приміщення, дитячий майданчик, зона мистецтва та культури та пункти допомоги маломобільним пасажирам. Простір натхненний регіоном Атакама, відображеним у його гамі теплих кольорів і панелей.

#### Пірс F
Пірс F має 10 завантажувальних мостів на площі понад 21 000 квадратних метрів і був відкритий у липні 2021 року. Пасажири добираються до пірсу F безпосередньо з «Головного блоку» (T2M), і він повністю використовується для міжнародних рейсів. У будівлі також розташовані комерційні та гастрономічні приміщення, дитячий майданчик, зона мистецтва та культури та пункти допомоги для пасажирів з обмеженими можливостями пересування. Простір заснований на Патагонії, відображеній у її діапазоні холодних кольорів і панелях.

### Лаунжі авіакомпаній
У міжнародному терміналі операторами є:
- Лаунж LATAM Airlines: доступ для пасажирів преміум бізнес-класу LATAM, LATAM Pass або LATAM Fidelidade Platinum, Black and Black Signature для тих, хто часто літає.
- Delta Air Lines Sky Club: доступ для членів Delta Sky Club, пасажирів Delta, які подорожують у салоні Delta One або в кабіні Premium альянсу SkyTeam і для учасників рівня SkyTeam Elite Plus.
- Avianca Sala VIP: доступ для пасажирів міжнародного бізнес-класу Avianca, учасників Lifemiles Elite (срібний, золотий і діамантовий рівні), а також тих, хто часто літає зі статусом Star Alliance Silver і Gold.
- Pacific Club (пріоритетний квиток).

### Готелі
- Готелі Holiday Inn завершили будівництво п'ятиповерхової будівлі в липні 2007 року, внутрішньо з'єднаної з обома терміналами (міжнародним і внутрішнім). У готелі 112 номерів, ресторани, бари, обслуговування номерів, конференц-зал на 170 осіб, тренажерний зал, критий басейн, спа-центр і Wi-Fi доступ до Інтернету.
- Готель Diego de Almagro розташований 2 км поза територією аеропорту.
- Готель Hilton Garden Inn Santiago Airport розташований 2.8 км від міжнародного аеропорту Сантьяго в межах ENEA, одного з найбільших бізнес-комплексів у Сантьяго-де-Чилі, де розташовані офіси, промислові та розважальні заклади. У готелі 144 номери, фітнес-центр, критий басейн, сауна, сім приміщень для проведення зустрічей, включаючи бальний зал і бізнес-центр.
- Готель LQ Santiago Airport (La Quinta Inns &amp; Suites) будується і стане найновішим готелем поблизу аеропорту та першим готелем LQ у Чилі. Готель розташований 2.8 км від міжнародного аеропорту Сантьяго. У готелі буде ресторан, критий басейн, фітнес-центр, Wi-Fi, бізнес-центр і приміщення для проведення зустрічей. [5]

## Військові функції
Аеропорт є штаб-квартирою Другої авіаційної бригади ВПС Чилі та розміщенням об’єктів 10-ї авіаційної групи. 10-та авіаційна група відповідає за стратегічні повітряні перевезення, ескадрилью раннього повітряного попередження та управління, надзвичайні випадки медичного повітряного транспорту та повітряне транспортування президента Чилі. Серед його підрозділів є C-130 Hercules, Boeing 767-300, Boeing 737 Classic, Gulfstream IV, CASA C-212 Aviocar, F-16 Fighting Falcon, AEW&amp;C Condor і Boeing E-3 Sentry. FIDAE, найважливіший авіасалон Латинської Америки, проходить на об’єктах 10-ї авіаційної групи.

## Авіалінії та напрямки

### Пасажирські
| Авіакомпанія          | Пункт призначення |
| --------------------- | --- |
| Aerolíneas Argentinas | Буенос-Айрес–Аеропарк, Мендоса |
| Aeroméxico            | Сезонний: Мехіко |
| Air Canada            | Торонто-Пірсон |
| Air France            | Париж-Шарль де Голль |
| American Airlines     | Даллас/Форт-Верт, Маямі |
| Avianca               | Богота, Картахена |
| British Airways       | Лондон-Гітроу |
| Copa Airlines         | Панама |
| Delta Air Lines       | Атланта |
| Iberia                | Мадрид |
| JetSmart Argentina    | Буенос-Айрес–Аеропарк |
| JetSmart Chile        | Антофагаста, Арауканія, Арекіпа, Арика, Атакама, Бальмаседа, Богота, Буенос-Айрес-Есейса, Вальдивія, Далькауе, Ікіке, Калама, Калі, Консепсьйон, Ла-Серена, Ліма, Медельїн-Хоса Марія Кордова, Монтевідео, Пуерто-Монт, Пунта-Аренас, Ріо-де-Жанейро-Галеан, Сан-Паулу-Гуарульюс (з 3 квітня 2023), Трухільйо, Фос-ду-Ігуасу Сезонний: Пуерто-Наталес |
| KLM                   | Амстердам, Буенос-Айрес-Есейса |
| LATAM Brasil          | Мендоса, Сан-Паулу-Гуарульюс |
| LATAM Chile           | Антофагаста, Арауканія, Арика, Атакама, Бальмаседа, Богота, Буенос-Айрес–Аеропарк, Буенос-Айрес-Есейса, Вальдивія, Далькауе, Ікіке, Калама, Канкун, Консепсьйон, Кордоба (Аргентина), Куритиба, Матавері, Ла-Пас (Болівія), Ла-Серена, Ліма, Лос-Анджелес, Мадрид, Мельбурн (з 17 липня 2023), Мендоса, Мехіко, Маямі, Монтевідео, Нью-Йорк — Джон Кеннеді, Окленд, Осорно, Париж-Шарль де Голль, Порту-Алегрі (з 26 березня 2023), Пуерто-Монт, Пунта-Аренас, Пунта-Кана, Ріо-де-Жанейро-Галеан, Санта-Крус-де-ла-Сьєрра, Сан-Паулу-Гуарульюс, Сідней Сезонний: Пуерто-Наталес, Флоріанополіс Сезонний чартер: Ушуая |
| LATAM Ecuador         | Гуаякіль |
| LATAM Paraguay        | Асунсьйон |
| LATAM Perú            | Куско, Ліма |
| Level                 | Барселона |
| Qantas                | Сідней |
| Sky Airline           | Антофагаста, Арауканія, Арика, Атакама, Богота, Буенос-Айрес–Аеропарк, Буенос-Айрес-Есейса, Вальдивія, Калама, Консепсьйон, Бальмаседа, Ікіке, Ла-Серена, Ліма, Мендоса, Осорно, Пуерто-Монт, Пунта-Аренас, Ріо-де-Жанейро-Галеан, Сан-Паулу-Гуарульюс, Флоріанополіс Сезонний: Далькауе, Порту-Алегрі (з 12 червня 2023), Пуерто-Наталес, Сан-Карлос-де-Барілоче |
| United Airlines       | Г'юстон-Джордж Буш |

### Вантажні
| Авіакомпанія             | Пункт призначення                                               |
| ------------------------ | --------------------------------------------------------------- |
| Atlas Air                | Кампінас, Маямі                                                 |
| Avianca Cargo            | Богота                                                          |
| Cargolux                 | Агуаділья, Амстердам, Богота, Люксембург                        |
| China Cargo Airlines     | Лос-Анджелес                                                    |
| DHL Aero Expreso         | Маямі, Панама                                                   |
| Ethiopian Airlines Cargo | Аддис-Абеба, Кампінас, Лагос                                    |
| FedEx Express            | Буенос-Айрес-Есейса, Мемфіс                                     |
| Korean Air Cargo         | Кампінас, Сеул                                                  |
| LATAM Cargo Chile        | Амстердам, Брюссель, Буенос-Айрес-Есейса, Кампінас, Кіто, Маямі |
| Lufthansa Cargo          | Франкфурт                                                       |
| Martinair                | Агуаділья, Амстердам, Богота, Гуаякіль, Маямі, Кіто             |
| UPS Airlines             | Буенос-Айрес-Есейса, Кампінас                                   |
| Western Global Airlines  | Маямі                                                           |

## Статистика
Див. джерело запитів Вікіданих та джерела.

## Аварії та інциденти
- 28 квітня 1969 року рейс 160 LAN Chile, Boeing 727, що прибув з Буенос-Айреса, Аргентина, до Міжнародного аеропорту Сантьяго, здійснив неуспішну посадку біля злітно-посадкової смуги, 24 км на північ від Коліна, Чилі (50 км на північ від аеропорту Сантьяго). Ніхто з 60 пасажирів і членів екіпажу в результаті аварії не постраждав, але літак списано.